# Villagalijo
Villagalijo és un municipi de la província de Burgos a la comunitat autònoma de Castella i Lleó. Forma part de la comarca de Montes de Oca. Inclou les localitats de Santa Olalla del Valle i Ezquerra.

## Demografia
| 1991 |  | 1996 |  | 2001 |  | 2004 |  | 2007 |
| ---- |  | ---- |  | ---- |  | ---- |  | ---- |
| 54   |  | 82   |  | 64   |  | 80   |  | 79   |